# Euromythe
Un euromythe est défini par la Commission européenne comme étant une rumeur diffusée à propos de ses politiques et visant à mettre en avant la supposée absurdité bureaucratique de la Commission.
Certains débats sur l'existence ou non d'un fait durent parfois longtemps après l'apparition de l'allégation originale, voire apparaissent lorsque les actions d'une autre organisation européenne, telle que le Conseil de l'Europe, sont attribuées, de manière erronée, à l'Union européenne.
Certains eurosceptiques utilisent aussi le terme d'« euromythe » pour décrire ce qu'ils considèrent comme étant des déclarations exagérées faites sur les réalisations de l'Union européenne.
Les euromythes sont accusés[Par qui ?] d'avoir influencé les électeurs britanniques lors du référendum qui a causé le Brexit.

## Sources des euromythes
Les tabloïds sont souvent accusés de créer des euromythes ; la presse britannique serait à l'origine de 90 % d'entre eux, particulièrement la presse de droite.
Les rumeurs présentent souvent le fonctionnariat européen en train de définir des règles « défiant le sens commun » incluant des histoires au sujet de règles interdisant les mince pies et la purée de pois, fixant la courbe des bananes et de la rhubarbe britannique ou encore l'obligation d'utiliser des noms latins des poissons pour les lieux vendant du fish and chips et la possible interdiction des bus à impériales et du décolleté des barmaids.
Selon Robin Cook, ces allégations visent à divertir le public plutôt qu'à l'informer. 
Le gouvernement britannique a annoncé en 2000 une politique de publicité visant à réfuter les couvertures médiatiques négatives basées sur des faits injustifiés ou erronées.
Les officiels européens ont aussi déclaré que ces rumeurs provenaient d'une information mal comprise et peu claire, portant généralement sur des politiques complexes.
Dans certains cas, les euromythes étaient des tentatives délibérées de lobbyistes pour influencer les actions de la bureaucratie européenne, comme par exemple quand un fabricant de sauce voulut ridiculiser les critères de taxation des sauces en fonction de leur densité de légumes,. 
Les euromythes ont été largement utilisés par les « pro-Brexit » dans les Îles Britanniques ; David Coburn et Boris Johnson ont ainsi propagé de fausses informations à propos de la réglementation des bouilloires et des grille-pain, ou du recyclage des sachets de thé.

## Euromythes notables

### Imposition du système décimal
Bruxelles aurait imposé au Royaume-Uni l'abandon des mesures impériales. Cinq producteurs allèrent jusqu'à la Haute Cour pour contester cela et perdirent le procès Thoburn v Sunderland City Council (en). Bruxelles fut mis en cause. Cependant, dans les faits, c'est le Royaume-Uni qui, en 1972 – soit un an avant son adhésion, adopta un livre blanc sur l'adoption progressive du système métrique. Ce n'est que lors de l'adhésion que le changement vers le système métrique fut formalisé. Ainsi, depuis 2000, la nourriture est vendue en gramme et en kilogramme, tandis que l’ounce et le pound étaient utilisables en parallèle jusqu'en 2009. De même, les autres systèmes de mesure (le mile, etc.) devront être abandonnés. Cela n'empêchera pas, précise la Commission, de servir des « pintes de bière ».

### La courbe des bananes et des concombres
La réglementation de Bruxelles concernant la courbure des bananes est fréquemment donnée en exemple, tant par les eurosceptiques que par les europhiles qui y voient un euromythe. 
Les bananes pas assez droites auraient été interdites à la vente. En réalité, le règlement n° 2257/94 dispose que les bananes devaient être exemptes de « malformations et de courbure anormale » ,. Dans le cadre des bananes de classe Extra, aucune marge de manœuvre n'est laissée ; cependant, dans le cadre des bananes de classe 1 et 2, les déformations sont possibles.
Nicolas Sarkozy a mentionné une règlementation similaire sur les concombres. Le règlement n° 1677/88 précisait que les concombres devaient « être bien formés et pratiquement droits (hauteur maximale de l'arc : 10 millimètres pour 10 centimètres de longueur du concombre) ». Cette réglementation n'est plus en vigueur depuis 2009, mais continue à être citée par lui ou par François-Xavier Bellamy,.
Par contre, les dénonciations d'une réglementation du même ordre concernant la rhubarbe n'ont aucun fondement.

### Le nom latin des poissons

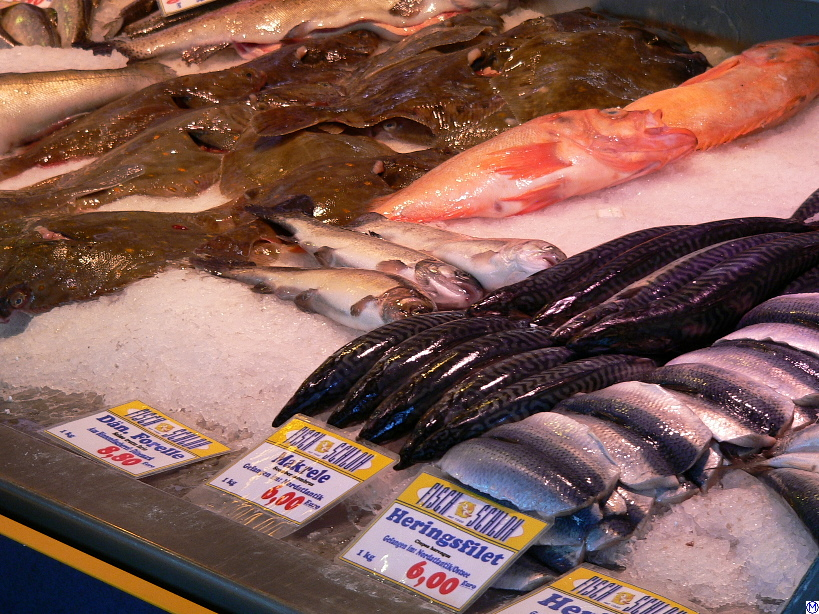
Poissons sur un étal de poissonnier, en Allemagne. L'étiquetage comprend un nom commercial, complété par le nom scientifique en latin.

The Sun s'insurgea en 2011 à l'idée que les fish and chips allaient devoir proposer de l'« Hippoglossus hippoglossus » à leurs clients. Une réglementation européenne impose effectivement un étiquetage des produits de poissonnerie avec le nom scientifique de l'espèce ; les poissonniers du Vieux-Port de Marseille furent par exemple verbalisés en 2018 pour son non-respect. 
Mais cette législation ne concerne pas les produits transformés. 
Les mytiliculteurs espagnols se plaignent d'ailleurs que cette réglementation, qui impose aussi d'indiquer la provenance, ne s'applique pas aux conserves.